# Un donjon de trop
Un donjon de trop est le premier album publié dans la série Donjon Parade de la saga Donjon, numéroté 1, dessiné par Manu Larcenet, écrit par Lewis Trondheim et Joann Sfar, mis en couleur par Walter et publié en septembre 2000.

## Résumé
Un étudiant en économie demande au Maitre du Donjon des conseils pour créer un donjon. Puis il crée un donjon d'attraction juste à côté du Donjon, emportant avec lui plusieurs monstres et la clientèle du Donjon. Mais tout ne se passe pas comme prévu..